# (8067) Helfenstein
(8067) Helfenstein (1980 RU) – planetoida z pasa głównego asteroid okrążająca Słońce w ciągu 4,14 lat w średniej odległości 2,58 au. Odkryta 7 września 1980 roku.